# 고성 운흥사 괘불탱 및 궤
고성 운흥사 괘불탱 및 궤(固城 雲興寺 掛佛幀 및 櫃)는 대한민국 경상남도 고성군 운흥사에 있는 조선시대의 탱화와 궤이다. 2001년 8월 3일 대한민국의 보물 제1317호로 지정되었다.

## 궤불탱
괘불탱은 화면 가득 입상(立像)의 석가삼존불을 배치하고 그 윗면에는 합장한 두 분의 타방불(他方佛)과 관음·세지보살을 작게 그린 영산회괘불탱으로, 중앙의 석가모니불을 문수·보현보살이 협시하고 있다. 예배자를 압도하기라도 할 듯 화면의 절반을 차지할 정도로 크게 그려져 있는 본존불은, 오른 어깨를 드러낸 우견편단으로 오른손은 다소곳이 모아서 길게 내려 뜨리고 있고, 왼손은 가슴께로 들어 올려 손바닥을 위로 한 채 엄지와 중지 무명지를 살짝 구부리고 있다. 장대한 신체와 더불어 움추린 듯 직각을 이루는 넓은 어깨에 네모난 얼굴과 어깨에 닿을 만큼 길다란 귀를 갖추고, 두터운 대의(大衣)를 착용하여 한층 중후함을 느끼게 한다.
이 괘불탱은 화면 좌우 하단에 마련되어 있는 화기(畵記) 중의 "…옹정팔경술 춘령남우(雍正八庚戌春嶺南右) 고성와룡산운흥사괘불탱(固城臥龍山雲興 寺掛佛幀)…금어의겸비구(金魚義謙比丘)…"로 보아 1730년 금어, 의겸 등에 의해 조성되었음을 알 수 있다.

## 괘불궤
괘불궤는 뚜껑 안쪽에 "고성와룡산운흥사괘불궤 (固城臥龍山雲興寺掛佛櫃)…치장편수유선달(治匠 片手劉善達) 연화편수정명달(鍊畵片手鄭明達) 은장편수서암회(銀匠片手徐岩回) 쇄목편수김장수김인기(鎖木片手金長壽金仁起)…옹정구년신해삼월초 기역고성우칠월초(雍正九年辛亥三月初 起役告成于七月初)…"라는 묵서의 조성기가 남아 있어, 괘불궤가 만들어진 때(괘불탱 조성 1년 뒤인 1731년)와 각 담당 편수를 알 수 있게 해주는 중요한 자료이다.
'만·왕·십자(卍·王·十字) 및 범자(梵字)' 무늬가 투각되어 있는 괘불궤 부착의 정교하고 다양한 형태의 철제장식 또한 보기 드문 예로, 당시의 금속 공예 연구에 귀중한 예이다.

## 같이 보기
- 운흥사

## 참고 자료
- 고성 운흥사 괘불탱 및 궤 - 국가유산청 국가유산포털